# رينو إسباس
رونو إيسباس سيارة كروس أوفر فاخرة متوسطة الحجم تُصَنِّعُهَا مجموعة رينو، هي حاليا في جيلها الخامس. كانت في أجيالها الثلاثة الأولى سيارة نقل صغيرة (mini van في الإنجليزية). كانت تصنعها ماترا، التي هي شركة فرنسية تقوم بأنشطة عديدة متعلقة بالتنقل والاتصالات والأمن القومي الفرنسي، لمجموعة رينو.
يعني الاسم "Espace" «مساحة» في اللغة الفرنسية.